# Noegus bidens
Noegus bidens là một loài nhện trong họ Salticidae.
Loài này thuộc chi Noegus. Noegus bidens được Eugène Simon miêu tả năm 1900.